# Eragisa nox
Eragisa nox är en fjärilsart som beskrevs av William Schaus 1910. Eragisa nox ingår i släktet Eragisa och familjen tandspinnare. Inga underarter finns listade i Catalogue of Life.